# یواس‌اس البمارل (۱۸۶۳)
یواس‌اس البمارل (۱۸۶۳) (به انگلیسی: USS Albemarle (1863)) یک کشتی بود که طول آن ۸۵ فوت (۲۶ متر) بود. این کشتی در سال ۱۸۶۳ ساخته شد.